# Śmielnik
Śmielnik – wieś w Polsce położona w województwie kujawsko-pomorskim, w powiecie włocławskim, w gminie Izbica Kujawska.
W latach 1975–1998 miejscowość administracyjnie należała do województwa włocławskiego.

## Części wsi
| SIMC    | Nazwa    | Rodzaj    |
| ------- | -------- | --------- |
| 0993060 | Góry     | część wsi |
| 0993076 | Ignacewo | część wsi |

## Ludność
| Rok  | Ludność |
| ---- | ------- |
| 1998 | 45      |
| 2002 | 47      |
| 2009 | 46      |
| 2011 | 38      |